# بهمني (مقاطعة فسا)
بهمني (بالفارسية: بهمنی) هي قرية تقع في Jangal Rural District في إيران. يقدر عدد سكانها بـ 31 نسمة بحسب إحصاء 2016.